# Bitwa u źródła Cresson
Bitwa u źródła Cresson rozegrała się 1 maja 1187 r. między wojskami Ajjubidów pod wodzą Keukburiego a oddziałem krzyżowców pod dowództwem wielkich mistrzów templariuszy i joannitów: Gerarda de Ridefort i Rogera de Moulins.

## Prolog
Pragnąc pojednać hrabiego Trypolisu Rajmunda III z nowym królem Gwidonem z Jerozolimy wyruszyła delegacja na czele z arcybiskupem Tyru oraz mistrzami joannitów i templariuszy. W tym czasie duży oddział muzułmański, po uzyskaniu zgody hrabiego Trypolisu, przejeżdżał przez jego ziemie w celu dokonania rekonesansu w okolicach należącej do Królestwa Jerozolimskiego Akki. Na wieść o obecności w pobliżu swego miejsca postoju oddziału muzułmańskiego, Gerard de Ridefort zarządził wymarsz, jednocześnie wzywając do pomocy przebywający w pobliżu oddział templariuszy pod wodzą marszałka zakonu Jakuba de Mailly. Arcybiskup Tyru pozostał w Nazarecie. Do ekspedycji przyłączyła się również grupa świeckich rycerzy. Docierając na miejsce Frankowie ujrzeli muzułmanów pojących konie przy źródle Cresson. Przewaga przeciwnika była miażdżąca, w związku z tym mistrz joannitów i marszałek templariuszy radzili się wycofać, lecz Ridefort nie chciał tego słuchać, zarzucając im tchórzostwo. De Mailly odpowiedział mu słowami: „Umrę w obliczu wroga jak zacny człowiek. To wy zawrócicie niczym zdrajca”. Słowa te miały okazać się prorocze.

## Liczebność stron
Frankowie dysponowali 140 rycerzami – 90 templariuszami, 10 joannitami i 40 rycerzami świeckimi – oraz oddziałem piechoty, około 400 ludzi i zastępem turkopoli. Siły ajjubidzkie wynosiły 700 żołnierzy. Kronikarze Ernoul i Ibn al-Asir podają liczbę 7 tys., ale najprawdopodobniej są to dane przesadzone.

## Bitwa
Rycerze frankijscy natarli pierwsi, pozostawiając swoją piechotę głęboko z tyłu, lecz mimo zaskoczenia, Turcy wytrzymali natarcie i przeszli do kontruderzenia. Rozgorzała zaciekła walka wręcz, w której zadecydowała przygniatająca przewaga liczebna muzułmanów. Po zniszczeniu jazdy muzułmanie zwrócili się ku piechocie, którą szybko rozbili. Całe starcie trwało kilkanaście minut. Zwycięzcy wzięli do niewoli obserwujących bitwę mieszczan z Nazaretu, a głowy pokonanych krzyżowców zatknęli na swoich włóczniach i przed nocą wycofali się za Jordan.

## Bilans
Z oddziału frankijskiego uratowało się tylko 3 rycerzy. Byli to templariusze, a wśród nich ich wielki mistrz Gerard de Ridefort, odpowiedzialny za klęskę. Zginął wielki mistrz joannitów, jak i walczący do końca Jakub de Mailly, którego zdołały pokonać dopiero strzały muzułmańskie. Straty wojsk saraceńskich są nieznane.
Bitwa stała się zapowiedzią klęski, jaka spotkała Królestwo Jerozolimskie jeszcze w tym roku. Pozbawiła je grupy bardzo doświadczonych i mężnych rycerzy, którzy stanowiliby istotne wsparcie dla królestwa w decydującym starciu z Saladynem.